# JD Agro Cocora
JD Agro Cocora A/S er en rumænsk landbrugsvirksomhed, som driver 2 gårde i Cocora og Amzacea i Rumænien. De har hovedkontor i Bukarest. Selskabet blev etableret i 2008. JD Agro Cocora har danske forbindelser og ca. 40 % af virksomheden er ejet af Erik Jantzen igennem Jantzen Group.
De dyrker 17.000 hektar planteavl med primært hvede, majs og solsikke. I 2023 havde de 72 ansatte.